# The Legend of Zelda: A Link to the Past & Four Swords
The Legend of Zelda: A Link to the Past & Four Swords (jap. ゼルダの伝説 神々のトライフォース&4つの剣, Zeruda no Densetsu: Kamigami no Toraifōsu & Yottsu no Tsurugi, wörtlich: Die Legende von Zelda: Triforce der Götter & Die vier Schwerter) enthält das Mehrspieler-Videospiel Four Swords in der The-Legend-of-Zelda-Reihe zusammen mit einer Portierung des SNES-Klassikers The Legend of Zelda: A Link to the Past. Es wurde in Europa am 28. März 2003 von Nintendo auf einem Modul für den Game Boy Advance veröffentlicht.

## A Link to the Past
siehe auch: Hauptartikel The Legend of Zelda: A Link to the Past

### Handlung
A Link to the Past handelt von dem jungen Link, der im Lande Hyrule das Masterschwert, eine heilige Waffe, finden muss, um den bösen Zauberer Agahnim zu stellen, der das Siegel zu der Schattenwelt öffnen und seinen Herren Ganon in das Reich Hyrule einlassen will. Im weiteren Verlauf reist Link in die Schattenwelt, um die Nachkommen der Sieben Weisen, die das Siegel ursprünglich erschufen, aus ihrer Gefangenschaft zu befreien.

### Neuerungen
Neben kleineren Änderungen wie hinzugefügten Kampfschreien der Spielfigur oder einem zusätzlichen Geschäft in der Schattenwelt enthält die Neuauflage des ursprünglich 1991 veröffentlichten Spiels ein zusätzliches Labyrinth, das zugänglich wird, wenn Four Swords und die Haupthandlung von A Link to the Past durchgespielt werden.
Siehe auch: The Legend of Zelda: A Link to the Past

## Four Swords

The Legend of Zelda: A Link to the Past & Four Swords (Game Boy Advance), oben rechts

Mit Four Swords ist erstmals ein Zelda-Spiel für zwei bis vier Spieler erschienen. Four Swords ist darauf ausgelegt, dass die Rätsel nur in Zusammenarbeit mit den anderen Mitspielern gelöst werden können. Daher kann das Spiel nicht alleine gespielt werden. Sind weniger als vier Spieler am Spiel beteiligt, werden die Aufgaben so angepasst, dass sie mit weniger Spielern gelöst werden können. Die Gebiete werden bei jedem Spiel per Zufallsgenerator erstellt. Das Spiel wird mit den anderen Spielern mithilfe des GBA-Linkkabels verbunden. Die Spieler steuern verschiedenfarbig gekleidete Links und müssen zur Lösung der Rätsel kooperieren, stehen beim Sammeln von Rubinen aber gleichzeitig im Wettstreit zueinander. Die Spieler sehen alles aus der Vogelperspektive.

### Handlung
Die Geschichte handelt von dem Windmagier Vaati, der im Schwert der Vier (englisch': Four Sword) eingeschlossen war. Durch das Brechen des Siegels kann Vaati entkommen und entführt Zelda, um sie zu heiraten. Um sie zu retten, nimmt Link das Schwert der Vier an sich, woraufhin sich das Schwert mit Link in vier verschiedene Links teilt. Jede Spielfigur ist dabei einer der Farben Grün, Rot, Blau oder Lila zugeordnet. Gemeinsam müssen diese nun die Fee des Waldes, die Fee des Eises und die Fee des Feuers aufsuchen, damit diese dem vervierfachten Helden die Schlüssel zu Vaatis Palast geben, um dem Finsterling das Handwerk zu legen.

### Wiederveröffentlichung
Am 28. September 2011 erschien The Legend of Zelda: Four Swords Anniversary Edition zum Download auf die Mobilkonsole Nintendo DSi und deren Nachfolger Nintendo 3DS. Anlässlich des 25. Jubiläums der Zelda-Reihe war das Spiel kostenlos bis zum 20. Februar 2012 verfügbar. Als wichtige Neuerung der Anniversary Edition gilt die Ergänzung eines Einspielermodus.
Vom 30. Januar bis zum 2. Februar 2014 war The Legend of Zelda: Four Swords Anniversary Edition auch in Nordamerika kostenlos im eShop für Nintendo 3DS erhältlich.

## Kritiken
Die tragbare Neuauflage eines Klassikers und der neuartige Mehrspielermodus fanden großen Anklang bei den Fans. Die Zeitschrift ADVANCE beispielsweise gab dem Spiel die Wertung 98 %.
Der Nintendo World Report bewertete Zelda: A Link to the Past & Four Swords mit 10 von 10 Punkten. Einziges Kontra: Es muss mindestens ein Bekannter auch diesen Titel besitzen, um das Spielen von „Four Swords“ zu ermöglichen.
Das Spielmodul verkaufte sich rund 2,7 Millionen Mal.